# Aïcha Kadhafi
Pour les articles homonymes, voir Aïcha (homonymie) et Kadhafi (homonymie).
Aïcha Mouammar Kadhafi (en arabe : عائشة القذافي) est une avocate, militaire et femme politique libyenne, née à Tripoli le 25 décembre 1976. Elle est l'unique fille biologique du colonel Mouammar Kadhafi. Dirigeante d'une fondation humanitaire, elle a tenu un rôle d'émissaire du régime de la Jamahiriya arabe libyenne.

## Biographie

### Carrière professionnelle et activités publiques
Seule fille du « guide de la Révolution » Mouammar Kadhafi et de sa seconde épouse Safia Farkash, Aïcha Kadhafi est née en 1976, à Tripoli. Elle a été présentée comme une « héritière politique » de son père. Son physique et ses mèches blondes colorées lui valent d'être surnommée « la Claudia Schiffer du désert » par la presse italienne,.
Elle a effectué ses études à l'université Paris-VII et a aussi étudié le droit à l'université Paris-1 Panthéon-Sorbonne. Son professeur Edmond Jouve se rappelle qu'elle a perdu sa foi pour le droit international le jour où les États-Unis ont envahi l'Irak.
En janvier 2003, elle s'indigne face aux fouilles de la douane à l'aéroport de Nice, et requiert qu'un jet privé lui soit affrété pour réparation. Elle n'est finalement pas fouillée.
Lors de son procès en 2004, l’ancien chef d’État irakien Saddam Hussein est défendu par un collectif d’avocats, dont elle fait partie.
Elle devient ambassadrice de bonne volonté pour l'ONU en 2004. Ce rôle lui est enlevé en février 2011, à la suite des exactions reprochées au régime de son père a fait l'objet lors de la guerre civile touchant son pays.
En avril 2006, elle se marie dans la discrétion avec le colonel Ahmed Kadhafi Ghohsi, un membre du corps d'élite de l'armée, et un cousin du père d'Aïcha.
En juillet 2007, quand Cécilia Sarkozy se rend en Libye dans le cadre de l'affaire des infirmières bulgares, elle ne peut pas rencontrer le président libyen mais s'entretient avec sa fille, Aïcha.
En 2008, Aïcha Kadhafi fait un déplacement médiatisé en Suisse pour y défendre son frère Hannibal, dont l'arrestation à Genève, pour mauvais traitements envers ses domestiques, cause alors une crise diplomatique; elle dénonce à cette occasion le « racisme » anti-arabe de la Suisse et dit penser à ses « frères maghrébins » qui « prennent des risques inouïs pour rejoindre les plages suisses ». Elle menace également la Suisse de représailles en déclarant : « œil pour œil, dent pour dent. Celui qui a commencé est celui qui a tort »,.
Outre ses activités d'avocate, elle détient le grade de lieutenant-général des Forces armées libyennes et dirige Waattassimou, une fondation à vocation humanitaire agissant contre la faim en Afrique, qui participe de l'influence extérieure de la Jamahiriya arabe libyenne.
En octobre 2024, elle expose en Russie en l'honneur de son père.

### Guerre civile de 2011
Durant la guerre civile, elle se livre à des interventions publiques pour soutenir le régime de son père; elle déclare en outre avoir perdu sa fille de cinq mois, victime des bombardements de l'OTAN, affirmation qui a par ailleurs été mise en doute. Interviewée le 30 juin 2011 par le journal télévisé de David Pujadas sur France 2, elle s'adresse aux Français en dénonçant les bombardements qui tuent de nombreux civils et ont « décimé » plusieurs membres de sa propre famille,.
En juin 2011, elle dépose une plainte en Belgique contre l'OTAN pour crimes de guerre, et une au parquet de Paris pour assassinat de son frère lors des frappes françaises. Sa plainte est classée sans suite le 30 juin.
En août 2011, sa propriété (en fait, un ancien hôpital catholique qu'elle fit réquisitionner pour ses besoins personnels), possédant piscine chauffée et statues en or massif est fouillée et pillée par les rebelles libyens.

### En fuite
Le 29 août 2011, elle se réfugie en Algérie en compagnie de sa mère Safia et deux de ses frères Mohamed et Hannibal, tous étant accompagnés de leurs enfants,. Aïcha Kadhafi annonce avoir, le lendemain de son arrivée sur le sol algérien, accouché d'une fille, prénommée Safia-Djanet,.
Le 23 septembre, alors que son père est toujours introuvable, elle déclare « Soyez tranquilles, votre grand leader va bien, il porte les armes et combat sur les fronts » et appelle le « peuple résistant » de Libye à se « soulever » contre les « traîtres » du CNT, provoquant l'irritation du gouvernement algérien. Fin octobre, elle aurait été hospitalisée après avoir vu à la télévision les images de la capture et du cadavre de son père.

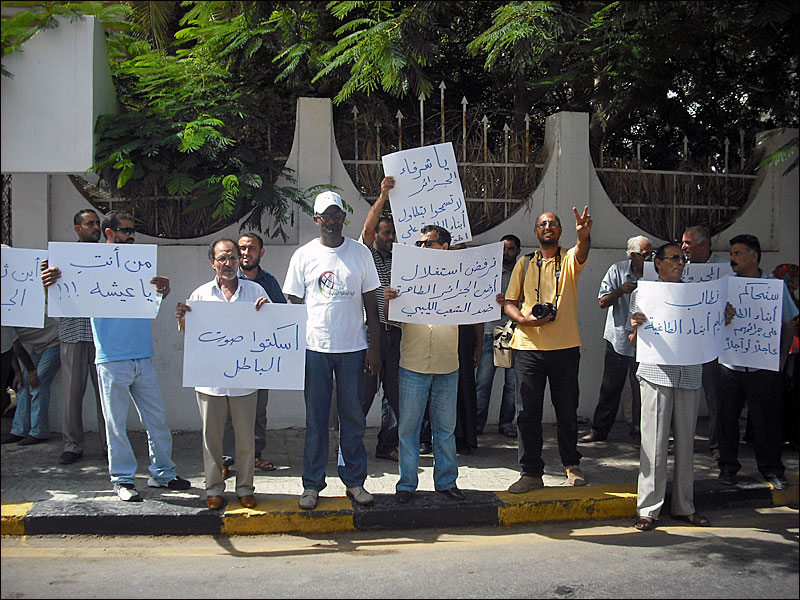
Manifestation en septembre 2011 en Libye pour demander à l'Algérie le renvoi d'Aïcha Kadhafi.

Aïcha Kadhafi demeure réfugiée en Algérie ; sa situation exacte, comme la réalité de ses affirmations concernant la mort d'une de ses enfants puis son accouchement quelques mois plus tard sur le sol algérien, continuent de faire l'objet de spéculations. Le 30 novembre, elle diffuse un message audio appelant les Libyens à se soulever et à venger la mort de son père, déclarant : « Vengez le sang de vos martyrs. Révoltez-vous contre le nouveau gouvernement », « Mouammar Kadhafi n'est pas parti et il existe toujours ». Le ministère algérien des Affaires étrangères juge ces propos « inacceptables » et déplore vivement « le fait que Madame Aicha Kadhafi ait enfreint, pour la seconde fois, les règles de l’hospitalité qui lui est accordée, à titre humanitaire, en Algérie ».
En  2011, l’Union européenne avait interdit l’entrée de Mouammar Kadhafi et des membres de sa famille sur le territoire de l’UE ou d’y circuler. Cette décision est renouvelée en 2014.
Depuis 2012, elle réside à Oman.
Le 28 mars 2017, la Cour de justice européenne annonce la levée d’interdiction de voyage prise à l’encontre d'Aicha Kadhafi.